# Милошевский, Зигмунд
Зигмунт Милошевский (пол. Zygmunt Miłoszewski, родился 8 мая 1976 в Варшаве) — польский писатель и журналист, автор сценариев. Автор детективных романов.
Родился и вырос в Варшаве. В 1995 году он начал работать репортёром судебной хроники в варшавской газете «Super Express». Тогда же он начал работать с другими издателями. С 2003 по 2008 был связан с польским изданием «Newsweek» в качестве редактора, а затем в качестве постоянного обозревателя.
Дебютировал в 2004 году с рассказом «История кошелька». Автор следующих романов и книг:
- «Интерком» (2005) — хоррор разыгрывается в бетонной многоэтажке;
- «Змеиная гора» (2006) — фантастическая сказка для детей;
- «Запутанность» (2007) — действие происходит в Варшаве, первая часть серии о комиссаре Шацком;
- «Зерно истины» (2011) — второй роман из серии о Шацком, действие происходит в Сандомире;
- «Бесценный» (2013 год) — триллер о поиске утраченных произведений искусства;
- «Ярость» (2014) — третий роман из серии о Шацком, действие происходит в Ольштыне.

## Награды
- 2006 — Отличие в литературном конкурсе имени Корнела Макушинского за сказку для детей «Змеиная гора».
- 2008 — «Награда наивысшего калибра» за лучший криминальный роман 2007 года (за «Запутанность»).
- 2011 — «Награда наивысшего калибра» за лучший криминальный роман 2011 года (за «Зерно истины»).
- 2013 — Титул самой горячей книги 2013 года за роман «Бесценный» по опросу, организованному польским телеканалом TVP Kultura на Литературном фестивале в Сопоте.